# Канюк-крабоїд
Каню́к-крабоїд (Buteogallus) — рід яструбоподібних птахів родини яструбових (Accipitridae). Представники цього роду мешкають в Америці.

## Види
Виділяють дев'ять видів:.
- Канюк сивий (Buteogallus schistaceus)
- Канюк-крабоїд чорний (Buteogallus anthracinus)
- Канюк-крабоїд кубинський (Buteogallus gundlachii)[16][17]
- Канюк-крабоїд рудочеревий (Buteogallus aequinoctialis)
- Канюк-крабоїд рудий (Buteogallus meridionalis)
- Канюк білоголовий (Buteogallus lacernulatus)
- Канюк-крабоїд великий (Buteogallus urubitinga)
- Орел-самітник чорний (Buteogallus solitarius)
- Орел-самітник чубатий (Buteogallus coronatus)

За результатами низки молекулярно-філогенетичних досліджень до роду Buteogallus були включені деякі види, яких раніше відносили до родів Неотропічний канюк (Leucopternis) і Орел-самітник (Harpyhaliaetus).
Відома також низка викопних представників роду Buteogallus, деяких з яких раніше відносили до інших родів:
- †Buteogallus enectus (середній міоцен, США)
- †Buteogallus sodalis (середній плейстоцен, Орегон, США)
- †Buteogallus fragilis (пізній плейстоцен, південний захід США)
- †Buteogallus milleri (пізній плейстоцен, південний захід США)
- †Buteogallus royi (пізній плейстоцен Куби)[20]
- †Buteogallus borrasi (голоцен-ранній плейстоцен)
- †Buteogallus daggetti (голоцен-ранній плейстоцен)
- †Buteogallus woodwardi (пізній плейстоцен, південний захід США)
- †Buteogallus hibbardi (пізній плейстоцен, Перу)
- †Buteogallus concordatus (пізній пліоцен, Флорида, США)
- †Buteogallus irpus (пізній плейстоцен, Куба, Домініканська Республіка)

## Етимологія
Наукова назва роду Buteogallus походить від сполучення наукових назв родів Канюк (Buteo, Lacépède, 1799) і Курка Gallus Brisson, 1766.